# Dąbrówka (powiat janowski)
Dąbrówka – wieś w Polsce położona w województwie lubelskim, w powiecie janowskim, w gminie Potok Wielki.
| SIMC    | Nazwa       | Rodzaj    |
| ------- | ----------- | --------- |
| 1064597 | Popielarnia | część wsi |

## Krótki opis
W latach 1975–1998 miejscowość należała administracyjnie do województwa tarnobrzeskiego. Według Narodowego Spisu Powszechnego (III 2011 r.) liczyła 212 mieszkańców i była dziesiątą co do wielkości miejscowością gminy Potok Wielki. Miejscowa ludność wyznania rzymskokatolickiego przynależy do parafii Wniebowzięcia Najświętszej Maryi Panny w Potoku-Stanach. W miejscowości znajduje się parafialny kościół polskokatolicki pod wezwaniem Świętych Cyryla i Metodego.

## Historia
Wieś powstała przy folwarku założonym na wykarczowanych gruntach w dobrach Potoczek, należących do Wolskiego. Pierwsze wzmianki o Dąbrówce pochodzą z 1821. Wieś początkowo była niewielka, w 1870 liczyła 6 domów i 28 mieszkańców. Jej rozwój nastąpił w wyniku pouwłaszczeniowych parcelacji, co pociągnęło za sobą napływ osadników galicyjskich. W 1872 sprzedano 120 mórg częściowym nabywcom, a w 1879 ostatni właściciel folwarku Aleksy Wysocki, dokonał jego całkowitej parcelacji. Według pierwszego powszechnego spisu Ludności z 1921 Dąbrówka liczyła 57 domów i 365 mieszkańców. W 1936 powstała parafia kościoła narodowego (polskokatolickiego). Wybudowano kościół pod wezwaniem Świętych Cyryla i Metodego.
W kwietniu 1944 wieś była świadkiem bratobójczych porachunków. Oddziały AL zebrały z okolicznych wsi 50 mężczyzn powiązanych z NSZ. Na miejscu zabito 3 osoby, dalszych 10 (m.in. księdza narodowego A. Markiewicza) rozstrzelano w Puziowych Dołach koło Rzeczycy Ziemiańskiej. W 1952 miał miejsce pożar kościoła. Dzięki wysiłkom wiernych, w 1959 powstała nowa świątynia.

## Znane osoby
- Antoni Chudy
- Józef Korczak